# Ą̈̀
Ą̈̀ (minuscule : ą̈̀), appelé A tréma accent grave ogonek, est une lettre latine utilisée dans l’écriture du han.
Il s’agit de la lettre A diacritée d’un tréma, d’un accent grave et d’un ogonek.

## Représentations informatiques
Le A tréma accent grave ogonek peut être représenté avec les caractères Unicode suivants : 
- composé et normalisé NFC (latin étendu A, diacritiques) :

| formes    | représentations | chaînes de caractères | points de code       | descriptions                                                                |
| --------- | --------------- | --------------------- | -------------------- | --------------------------------------------------------------------------- |
| capitale  | Ą̈̀               | Ą◌̈◌̀                   | U+0104 U+0308 U+0300 | lettre majuscule latine a ogonek diacritique tréma diacritique accent grave |
| minuscule | ą̈̀               | ą◌̈◌̀                   | U+0105 U+0308 U+0300 | lettre minuscule latine a ogonek diacritique tréma diacritique accent grave |

- décomposé et normalisé NFD (latin de base, diacritiques) :

| formes    | représentations | chaînes de caractères | points de code              | descriptions                                                                            |
| --------- | --------------- | --------------------- | --------------------------- | --------------------------------------------------------------------------------------- |
| capitale  | Ą̈̀               | A◌̨◌̈◌̀                  | U+0041 U+0328 U+0308 U+0300 | lettre majuscule latine a diacritique ogonek diacritique tréma diacritique accent grave |
| minuscule | ą̈̀               | a◌̨◌̈◌̀                  | U+0061 U+0328 U+0308 U+0300 | lettre minuscule latine a diacritique ogonek diacritique tréma diacritique accent grave |